# Pizzo Straciugo
Il Pizzo Straciugo (2.712 m s.l.m.) è una montagna della Catena dell'Andolla nelle Alpi Pennine. Si trova sul confine tra l'Italia (Piemonte) e la Svizzera (Canton Vallese).
Dal versante italiano la montagna domina la Val Bognanco mentre dal versante svizzero si trova sul lato della Zwischbergental.

## Salita alla vetta
Si può salire sulla montagna partendo da Gomba (1.243 m) frazione di Bognanco.